# Kursächsische Postmeilensäule Neustadt in Sachsen

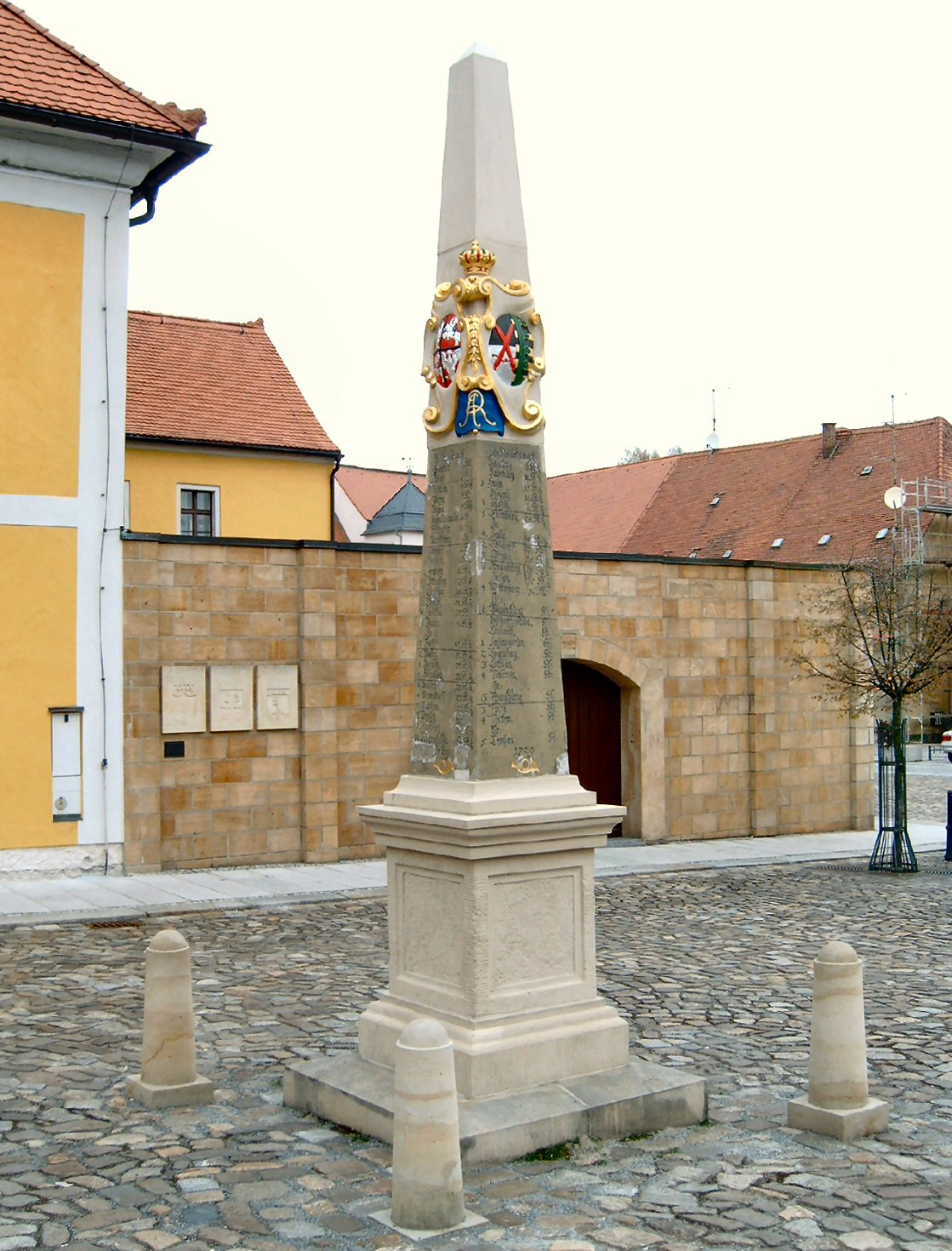
Distanzsäule auf dem Marktplatz

Die denkmalgeschützte kursächsische Postmeilensäule Neustadt in Sachsen gehört zu den Postmeilensäulen, die im Auftrag des Kurfürsten Friedrich August I. von Sachsen durch den Land- und Grenzkommissar Adam Friedrich Zürner in der ersten Hälfte des 18. Jahrhunderts im Kurfürstentum Sachsen errichtet worden sind. Es handelt sich um eine wappengeschmückte Distanzsäule. Sie befindet sich auf dem Marktplatz in Neustadt in Sachsen im Landkreis Sächsische Schweiz-Osterzgebirge. 

## Geschichte
Die Distanzsäule steht fast auf ihrem Originalstandort an der Ostseite des Rathauses auf dem Marktplatz und trägt die Jahreszahl 1729. Bis 1888 stand sie vor dem Rathaus, wurde dann entfernt und in eine Parkanlage vor dem kaiserlichen Postamt umgesetzt. 1929 erfolgte die Rückversetzung auf den Marktplatz. In der Walpurgisnacht 1954 wurde die Spitze der Säule zerstört und später wieder ergänzt. Bei der letzten Restaurierung nach einem Autounfall erfolgte u. a. die originale Ausrichtung der Säule.

## Aufbau
Die Postdistanzsäule besteht aus Cottaer Sandstein und sieben Teilen. Sockel, Postament und Postamentbekrönung bilden den Unterbau. Der Oberbau besteht aus Zwischenplatte, Schaft, Wappenstück und Spitze.